# Stiller Verdacht
Stiller Verdacht ist ein französischer Thriller aus dem Jahr 2019. Der Film wurde im deutschen Fernsehen erstmals am 7. Juni 2021 im ZDF gezeigt.

## Handlung
In einem kleinen Ort an der französischen Küste führt Ärztin Alice mit ihrem Mann Thomas und ihrem Sohn Romain ein glückliches Leben. Sie sind in der Gemeinschaft des Orts integriert, haben Freunde und sind beruflich zufrieden. Plötzlich wird Thomas aufs Polizeirevier vorgeladen, wenig später kommt es zu einer Hausdurchsuchung bei den Kertez. Kommissarin Sophie Lancelle hat den Verdacht, Thomas sei nicht der, für den er sich ausgibt. Sie hält ihn für einen verschwundenen Familienvater, der vor Jahren Frau und Kinder ermordete. Da der aus Russland stammende Thomas Vollwaise ist, keine Kontakte mehr aus der damaligen Zeit hat und nach einem Unfall eine Gesichtsoperation durchführen lassen musste, könnte etwas an der Geschichte dran sein.
Die Kommissarin gibt ihre Vermutungen an die Presse weiter und nach einem Zeitungsartikel ändert sich das Leben für Thomas und Alice. Sie werden von den Einwohnern fortan gemieden. Der Praxis von Alice und ihrer Freundin springen Patienten ab, Schulfreunde wenden sich von Romain ab und Thomas wird schließlich beurlaubt. Aufgrund der ungekannten Vorgeschichte ihres Mannes und einiger Ungereimtheiten ist auch Alice nicht völlig frei von Zweifeln. Sie sucht Kommissarin Sophie auf und sogar die Mutter des verschwundenen Mörders, von der sie erfährt, wie ihr Sohn gewesen sei. Dabei stellt Alice fest, dass beide Männer eine ganze Reihe von Marotten teilen. Sie wird nachdenklich und weiß nicht mehr, was sie glauben soll. Sie fährt mit Romain erst einmal zu ihrer Mutter. Sophie wird währenddessen vom Fall abgezogen, da sie immer wieder ihre Kompetenzen überschritten hat.
Auf eine Zeugensuche nach russischstämmigen Personen, die Thomas von früher kennen könnten, meldet sich eine Frau, die Thomas entlastet. Sie bezeugt, ihn aus der Zeit in Russland zu kennen, und kann gemeinsame Unternehmungen bekunden. Dies beruhigt die Lage, wobei die Kertez trotzdem planen, den Ort nach all den Vorkommnissen zu verlassen. Sophie überprüft noch einmal die Zeugin und es stellt sich heraus, dass diese für ihre Aussage bezahlt wurde – von der Mutter des verschwundenen Mörders. Es handelt sich bei Thomas also tatsächlich um die gesuchte Person. Als Romain ein Bild der ermordeten Familie in den Sachen seines Vaters findet, wollen Alice und er fliehen. Thomas überrascht sie allerdings und bringt sie zu seiner Mutter. Über Handyortung kann Sophie ihnen folgen und stellt ihn im Haus zur Rede. Thomas war gerade dabei, in den nächsten Minuten auch seine jetzige Familie auszulöschen. Es kommt zu einem Kampf zwischen Sophie und Thomas, bei dem Alice ihren Mann schließlich mit Sophies Waffe erschießt.

## Entstehung
| Figur                  | Darsteller        | Deutscher Sprecher |
| ---------------------- | ----------------- | ------------------ |
| Thomas Kertez          | Kad Merad         | Michael Lott       |
| Alice Kertez           | Laurence Arné     | Berenice Weichert  |
| Sophie Lancelle        | Géraldine Pailhas | Katrin Zimmermann  |
| Romain Kertez          | Gaspard Pasquet   | Kian Weichert      |
| Virginie Plouermel     | Julie-Anne Roth   | Marie Bierstedt    |
| Mademba Bouyoute       | Steve Achiepo     | Simon Derksen      |
| Gladys Durieux Jelosse | Françoise Lebrun  | Luise Lunow        |

Der Film wurde vom 26. November 2018 bis zum 11. Januar 2019 gedreht.

## Kritiken
Das Lexikon des internationalen Films verleiht dem Film insgesamt 3 von 5 möglichen Punkten und resümiert: „Schnörkellos inszenierter Thriller mit guten Darstellern, die es verstehen, die Frage nach der Wahrheit lange in der Schwebe zu halten. Trotz vertrauter Muster fügen sich auch die Szenen einer sich aufbauenden Feindseligkeit stimmig in die Kriminalhandlung ein.“
Die Redaktion der TV Spielfilm gibt dem Film einen Daumen nach oben und beschreibt ihn als „[s]olide inszeniert und durchaus fesselnd“. Auch wenn die Handlung nicht allzu viele Haken schlüge, überzeuge der Film dennoch durch Spannung.
Oliver Armknecht ist in seiner Kritik auf film-rezensionen.de deutlich kritischer. Obwohl Kad Merad seine Rolle überzeugend spielen würde, wirke der Film wenig überzeugend und hätte erstaunlich wenig über die Figuren zu sagen. Bei einigen Szenen wirke es so, als mache sich der Film über das Publikum lustig. Der sonst meist komische Rollen spielende Merad verkörpere seine Figur undurchsichtig und bedrohlich, bringe das Publikum zum Grübeln. Dennoch: „Eine nervige Polizistin, die unsinnige Geschichte und diverse Klischees sorgen dafür, dass von dem guten Eindruck nicht viel bleibt.“ Der Film erhält insgesamt 4 von 10 Punkten.